# Le Fabuleux Voyage de l'oncle Ernest
Le Fabuleux Voyage de l’oncle Ernest est un jeu vidéo d’aventure et de réflexion conçu par Éric Viennot et développé par Lexis Numérique. Sorti en 1999, c’est le second opus des Aventures de l’oncle Ernest.

## Synopsis
Comme le précédent, ce jeu se déroule dans l'Album secret de l'oncle Ernest et s'ouvre par une cinématique où le personnage de l'oncle Ernest est présenté par son petit-neveu, en mettant plus l'accent sur ses voyages, comparativement à celle qui introduisait le premier jeu.
Le jeu commence par une vue de l'Album tel qu'il était à la fin du précédent (avec l'ensemble des marque-pages permettant de naviguer dedans).
Le but du jeu est de sauver l'Album secret, menacé de destruction par les cloportes et les punaises. Pour ce faire, le joueur actionne un mécanisme d'urgence à l'intérieur de l'album. Celui-ci change alors : le mécanisme change alors l'apparence de l'album secret en présentant une série de marque-pages différents donnant accès à des pages différentes de celle du premier jeu. Chacune de ces pages représente une ville ou une région du monde visitée par l'Oncle Ernest lors de son tour du monde, et contient, comme dans le premier jeu, des dessins, des mécanismes, des objets et des animaux.
Comme dans le jeu précédent, il faut utiliser ces objets et animaux présents dans chaque page pour résoudre des énigmes et débloquer des nouvelles pages, afin de découvrir le secret de l'album et le moyen de le sauver de la destruction. À la différence du précédent, cet opus contient plus de mini-jeux.

### Liste des pages
Les pages dont le nom est en gras sont celles accessibles dès le début du jeu.
- Marseille
- Port
- Istanbul
- Le Caire
- Nil
- Zanzibar
- Bombay
- Temple
- Parchemin
- Bangkok
- Bornéo
- Manille
- île du Crocodile
- Sydney
- Tahiti
- Los Angeles
- aérodrome
- Mexico
- Caracas
- Amazonie
- Dakar
- Brousse
- Sorcier
- Paris
- Laboratoire
- Archives
- Planisphère
- Chaudière
- Carnet de Bord

## Récompenses
- Flèche d’Or Fnac du meilleur CD-ROM jeunesse de l’année (7 ans et plus)
- Mim d’Or du meilleur jeu pour enfants (8 ans et plus)
- Arobas d’Or 2000
- 1er aux Gigamouse Awards 2000
- Nommé à l’Europrix 2001
- Sélectionné par Télérama pour le festival multimédia du Forum des images
- Sélectionné par la Cité des sciences et de l'industrie pour l’exposition Désir d’apprendre